# History makers
History Makers zijn twee verzamel-cd's met daarop het beste werk van de band Delirious?, en een dvd met al hun muziekfilmpjes en een boekje, met daarin hun biografie uit 17 jaar.

## Inhoud

### Cd 1
1. 'Did You Feel The Mountains Tremble'
2. 'Rain Down'
3. 'History Maker'
4. 'My Soul Sings'
5. 'Happy Song'
6. 'Shout To The North'
7. 'Lord You Have My Heart'
8. 'Obsession'
9. 'Majesty (Here I Am)'
10. 'My Glorious'
11. 'Find Me In The River'
12. 'I Could Sing Of Your Love Forever'
13. 'We Give You Praise'
14. 'What A Friend I've Found'

### Cd 2
1. 'Deeper'
2. 'Inside Outside'
3. 'Bliss'
4. 'Sanctify'
5. 'It's OK'
6. 'Love Will Find A Way'
7. 'Heaven'
8. 'Stronger'
9. 'Take Me Away'
10. 'Every Little Thing'
11. 'Investigate'
12. 'All The Way'
13. 'Promise'
14. 'There Is An Angel'
15. 'Paint The Town Red'
16. 'Solid Rock'
17. 'God Is Smiling'

### Dvd
1. 'Deeper'
2. 'Promise'
3. 'Sanctify'
4. 'Pursuit of Happiness'
5. 'See The Star'
6. 'It's Ok'
7. 'Gravity'
8. 'Everything'
9. 'Waiting for the Summer'
10. 'Take Me Away'
11. 'Inside Outside'
12. 'Love Will Find a Way'
13. 'I Could Sing of Your Love Forever'

Bonus – 'History in the Making'